# Metarminoidea
Metarminoidea Odhner, 1968 è una superfamiglia di molluschi nudibranchi. È da considerarsi però un Nomen dubium, di applicazione dubbia e non verificabile.

## Famiglie
Nonostante la superfamiglia non sia verificata, il National Center for Biotechnology Information vi classifica all'interno 3 Famiglie.
- Charcotiidae
- Heroidae
- Zephyrinidae

Famiglie non più classificate sotto la superfamiglia Metarminoidea:
- Madrellidae
- Dironidae
- Goniaeolididae